# 望月圭子 (気象予報士)
望月 圭子（もちづき けいこ、旧姓：一旗、1969年3月8日）は、日本の気象予報士、元テレビ山梨 (UTY) のアナウンサー。日本気象協会所属。夫は、同じくテレビ山梨のアナウンサーであった望月智。

## 来歴
福島県の会津地方にて出生。中央大学在学時には国際経済学を専攻していた。
大学を卒業後、テレビ山梨のアナウンサーになる。
後にフリーに転じ、気象予報士の資格を取得する。テレビ山梨気象キャスター、フジテレビ気象アドバイザー。

## 担当番組

### テレビ番組
- UTYニュースの星（テレビ山梨） - 気象キャスター[3]
- 気象歳時記（NHK甲府放送局） - キャスター
- めざましテレビ（フジテレビ） - 気象解説担当[2]
- FNNプライムニュース α（フジテレビ） - 気象解説担当

### ラジオ番組
- NHKジャーナル（NHKラジオ第1） - 気象キャスター
- ひるどき情報ちば（NHK千葉放送局/NHK-FM）